# Zeuxine elatior
Zeuxine elatior är en orkidéart som beskrevs av Rudolf Schlechter. Zeuxine elatior ingår i släktet Zeuxine och familjen orkidéer. Inga underarter finns listade i Catalogue of Life.